# Hiperinflație

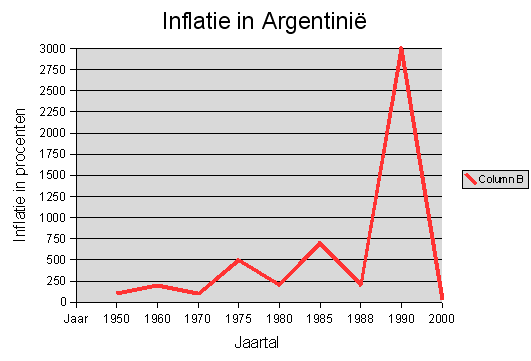
Hiperinflația în Argentina

Hiperinflația este un termen economic ce se referă la inflația cu o rată foarte mare și crescătoare. Tendința oamenilor în perioade de hiperinflație este să renunțe la bani și să se întoarcă la troc. Nu există definții clare, dar se acceptă, în general, că rata inflaționistă lunară de 50%, calculat pe un an pentru inflația de aprox. 13.000%, este hiperinflație. Inflația mare se combate pe termen scurt prin devalorizare a valutei, care deseori sfârșește prin reformă monetară. 

## Situații de hiperinflație din istorie
S-au observat în special faze de inflație de peste 100% pe an: 
- în Franța, între 1718 și 1720 d.C., la momentul Sistemului lui Law ;

- în Franța, între 1796 și 1797, la sfârșitul asignatelor: la mijlocul lui august 1796, prețurile au crescut cu 304% [1];
- în Rusia, după revoluția de la 1917, rata inflației înregistrată a fost de 60.804.000% timp de 4 ani.

- în Germania, după Primul război mondial, în zilele Republicii de la Weimar, inflația progresivă s-a transformat în hiperinflație începând din iarna anului 1922. Se încheie la 15 noiembrie 1923, prin hotărâre a Statului, cu restabilirea unui curs de schimb al dolarului american față de marca germană practic egal cu cel de dinainte de război (4,2/1). În toată această perioadă, prețurile au crescut cu aproximativ 3,25 × 106 % pe lună;
- în Grecia, pe timpul stăpânirii naziste (1941-1944), cursul de schimb a fost de 8,55×109 % pe lună;
- în China, pe timpul războiului civil, între 1945 și 1949;
- în Ungaria, în 1945 și 1946, ce rămâne cel mai edificator caz de hiperinflație din istorie, în ceea ce privește pierderea valorii monedei. Forintul a fost reintrodus la 1 august 1946, înlocuind pengheul, la rata de 1 forint = 4×1029 (patru sute de cvadrilari) de penghei; valoarea nominală a tuturor bancnotelor de pengheu aflate atunci în circulație era de abia o miime de forint;
- în Brazilia, în anii 1960 și 1980;
- în Chile, sub conducerea lui Salvador Allende: inflația e de 225% în anul 1972 și de 606% la 1973 [2] [3] [4];
- în Iran, după Revoluția islamică de la 1979 și, mai ales, în timpul războiului cu Irakul;
- în Peru și Bolivia, la finalul anilor 1980;
- în Nicaragua, la 1988 și 1989, unde inflația fusese de 36.000% ;
- în Argentina, în timpul Crizei economice argentiniene de la sfârșitul anilor 1980: inflația de 4.924%, în anul 1989;
- în Iugoslavia, unde o marcă germană valora 950 milliarde de dinari noi, în anul 1993. A urmat crearea noilor dinari, apoi a superdinarilor în 1994. În ianuarie 1994, inflația era de 3,13×108 % într-o lună [5];
- în Zair, în anii 1990;
- în Turcia, pe la 1995;
- în Zimbabwe, între 2000 si 2008, unde un euro a costat, în ianuarie 2009, ceva mai puțin de 5.000 de miliarde de dolari zimbabweni;
- în Venezuela, unde inflația a atins 342.161% între septembrie 2017 și septembrie 2018, 1.698.488% spre sfârșitul lui 2018 și 2.295.981% în februarie 2019. Se estimează că inflația va ajunge la 53.798.500% până la sfârșitul anului 2019 [6].

## Cele mai rele hiperinflații din istoria lumii
| Cele mai mari rate inflaționiste lunare din istorie, luate la cunoștință în august 2012 d.C. | Cele mai mari rate inflaționiste lunare din istorie, luate la cunoștință în august 2012 d.C. | Cele mai mari rate inflaționiste lunare din istorie, luate la cunoștință în august 2012 d.C. | Cele mai mari rate inflaționiste lunare din istorie, luate la cunoștință în august 2012 d.C. | Cele mai mari rate inflaționiste lunare din istorie, luate la cunoștință în august 2012 d.C. | Cele mai mari rate inflaționiste lunare din istorie, luate la cunoștință în august 2012 d.C. | Cele mai mari rate inflaționiste lunare din istorie, luate la cunoștință în august 2012 d.C. |
| Țara                                                                                         | Numele valutei                                                                               | Lună și an                                                                                   | Rată (%)                                                                                     | Rata inflaționistă zilnică echivalentă (%)                                                   | Timpul necesar pentru dublarea prețurilor                                                    | Valoarea cea mai mare a bancnotei                                                            |
| -------------------------------------------------------------------------------------------- | -------------------------------------------------------------------------------------------- | -------------------------------------------------------------------------------------------- | -------------------------------------------------------------------------------------------- | -------------------------------------------------------------------------------------------- | -------------------------------------------------------------------------------------------- | -------------------------------------------------------------------------------------------- |
| A Doua Republică Maghiară                                                                    | pengheul maghiar                                                                             | Iulie 1946                                                                                   | 4,19×1016                                                                                    | 207,19                                                                                       | 14,82 ore                                                                                    | 100 cvintilioane (1020)                                                                      |
| Republica Zimbabwe                                                                           | dolar din Zimbabwe                                                                           | Noiembrie 2008                                                                               | 7,96×1010                                                                                    | 98,01                                                                                        | 24,35 ore                                                                                    | 100 trilioane (1014)                                                                         |
| Republica Federală Iugoslavia                                                                | dinarul iugoslav                                                                             | Ianuarie 1994                                                                                | 3,13×108                                                                                     | 64,63                                                                                        | 1,39 zile                                                                                    | 500 miliarde (5×1011)                                                                        |
| fosta Republikă Sârpska                                                                      | dinarul Republicii Sârpska                                                                   | Ianuarie 1994                                                                                | 2,97×108                                                                                     | 64,35                                                                                        | 1,4 zile                                                                                     | 50 miliarde (5×1010)                                                                         |
| Republica Bolivariană a Venezuelei                                                           | bolivarul venezuelan                                                                         | Ianuarie 2019                                                                                | 2,68×106                                                                                     | –                                                                                            | –                                                                                            | 1 milion BsS (echivalentul a 1014 Bs)                                                        |
| Republica de la Weimar                                                                       | marca germană de hârtie                                                                      | Octombrie 1923                                                                               | 29.500                                                                                       | 20,89                                                                                        | 3,65 zile                                                                                    | 100 trilioane (1014)                                                                         |
| Regatul Greciei                                                                              | drahma grecească                                                                             | Octombrie 1944                                                                               | 13.800                                                                                       | 17,88                                                                                        | 4,21 zile                                                                                    | 100 miliarde (1011)                                                                          |
| Republica Chineză                                                                            | yuanul chinezesc                                                                             | Aprilie 1949                                                                                 | 5.070                                                                                        | 14,06                                                                                        | 5,27 zile                                                                                    | 6 miliarde                                                                                   |
| Republica Italiană                                                                           | lira italiană                                                                                | Iunie 1986                                                                                   | 700                                                                                          | 8,99                                                                                         | 15,77 zile                                                                                   | 500.000                                                                                      |
| URSS                                                                                         | rubla sovietică                                                                              | Septembrie 1989                                                                              | 674                                                                                          | 7,03                                                                                         | 12,36 zile                                                                                   | 100.000                                                                                      |
| Republica Armeniei                                                                           | dramul armenesc și rubla rusească                                                            | Noiembrie 1993                                                                               | 438                                                                                          | 5,77                                                                                         | 12,36 zile                                                                                   | 50.000 (ruble)                                                                               |
| Turkmenistanul                                                                               | manatul turkmen                                                                              | Noiembrie 1993                                                                               | 429                                                                                          | 5,71                                                                                         | 12,48 zile                                                                                   | 500                                                                                          |